# Meghann Fahy
Meghann Alexandra Fahy  ( Longmeadow, 25 de abril de 1990) é uma atriz norte-americana. Ela estrelou como Sutton Brady na série dramática Freeform The Bold Type, que durou de 2017 a 2021. Em 2022, Fahy interpretou Daphne na segunda temporada da série da HBO The White Lotus. Na Broadway, ela estrelou no musical Next to Normal de 2010 a 2011.

## Carreira

### Televisão e cinema
Em fevereiro de 2022, Fahy foi escalada para o papel principal interpretando Daphne Sullivan, uma mulher de férias com o marido, na segunda temporada da série dramática da HBO, The White Lotus.   Ela fez o teste para o papel de Alexandra Daddario na primeira temporada.  Seu desempenho na segunda temporada foi elogiado, com a revista Vanity Fair proclamando que Fahy seria a estrela "surpreendente" da segunda temporada da série.   Junto com seus colegas de elenco, em fevereiro de 2023, ela ganhou o prêmio SAG de Melhor Performance de Elenco em uma Série Dramática. 

## Filmografia

### Filmes
| Ano  | Título              | Papel         | Notas |
| ---- | ------------------- | ------------- | ----- |
| 2015 | Those People        | London        |       |
| 2015 | Burning Bodhi       | Lauren        |       |
| 2016 | Miss Sloane         | Clara Thomson |       |
| 2016 | Out Time            | Jen           |       |
| 2024 | Your Monster        | Jackie Dennon |       |
| 2025 | Rebuilding          | Ruby          |       |
| 2025 | The Unbreakable Boy | Teresa        |       |
| 2025 | Drop                | Violet        | [ 9 ] |

### Televisão
| Ano       | Título                                    | Papel                            | Notas                                      |
| --------- | ----------------------------------------- | -------------------------------- | ------------------------------------------ |
| 2009      | Gossip Girl                               | Devyn                            | Episódio: " O Garoto Perdido "             |
| 2010–2012 | Uma vida para viver                       | Hannah O'Connor                  | função recorrente                          |
| 2011      | The Lost Valentine                        | A jovem Caroline Robinson Thomas | Filme de televisão (Hallmark Hall of Fame) |
| 2011      | The Good Wife                             | Shelby Hale                      | Episódio: " Assuntos de Estado "           |
| 2012      | Rugosidade necessária                     | Olivia DiFlorio                  | 4 episódios                                |
| 2012      | Political Animals                         | Georgia Gibbons                  | Minissérie; 4 episódios                    |
| 2012      | Chicago Fire                              | Nicki Rutkowski                  | 3 episódios                                |
| 2013      | Poderia ser pior                          | Alegria                          | Episódio: "Qual é o seu segredo?"          |
| 2014      | Lei e Ordem: Unidade de Vítimas Especiais | Jenny Aschler                    | Episódio: "Criança baixada"                |
| 2015      | O Espetáculo de Jim Gaffigan              | maria                            | Episódio: "Maria"                          |
| 2015      | Blue Bloods                               | Lacey Chambers                   | Episódio: "Pior Cenário"                   |
| 2017–2021 | The Bold Type                             | Sutton Brady                     | Papel principal                            |
| 2018      | Deception                                 | Alicia Davis                     | Episódio: "A Mão Invisível"                |
| 2019      | Just Add Romance                          | Carly                            | Filme para televisão (Hallmark)            |
| 2022      | The White Lotus                           | Daphne Sullivan                  | Papel principal (temporada 2)              |
| 2024      | The Perfect Couple                        | Merritt Monaco                   |                                            |
| 2025      | Sirens                                    | Devon DeWitt                     | [ 10 ]                                     |